# Districtul Samtse

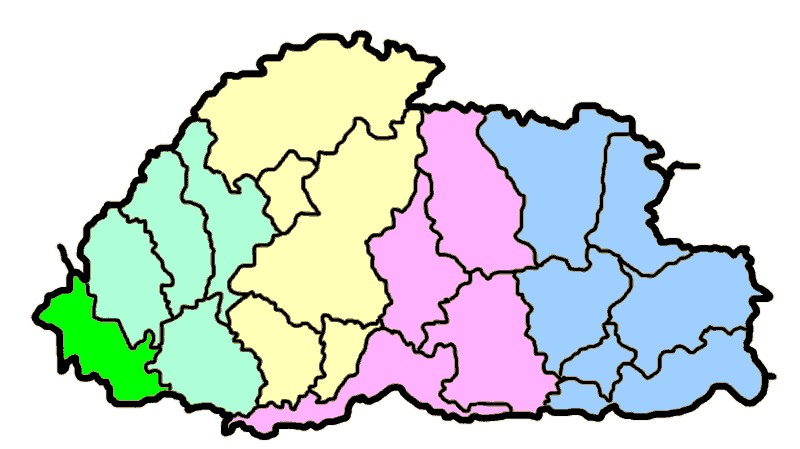
Districtul Samtse

Samtse este un district din Bhutan. Are o suprafață de 2.140 km² și o populație de 172.109 locuitori. Districtul Samtse este împărțit în 16 municipii.